# Christian Didier
Pour les articles homonymes, voir Didier.
Christian Didier, né le 11 février 1944 à Saint-Dié-des-Vosges (Vosges) où il est mort le 14 mai 2015, est connu pour avoir assassiné en 1993 René Bousquet, l'ancien chef de la police du régime de Vichy. Il s'est d'abord fait connaître par ses apparitions inopinées sur les plateaux de télévision.

## Biographie
Christian Didier est le fils d'un artisan-coiffeur avec lequel il est régulièrement en conflit. Il quitte rapidement l'école pour être tour à tour et souvent brièvement fondeur, surveillant d'internat, serrurier, archiviste, chauffeur-livreur. Il séjourne quelque temps à l'étranger, mais connaît également l'hôpital psychiatrique.
Chauffeur entre 1974 et 1983, il côtoie des stars et se met à rêver de célébrité. Il se découvre à cette époque une vocation littéraire. Il doit cependant abandonner son travail de chauffeur pour raisons de santé et retourne vivre auprès de sa mère à Saint-Dié-des-Vosges.
Aucun éditeur ne s'intéresse aux trois livres qu'il écrit. En 1985, il publie cependant à compte d'auteur l'un de ses ouvrages, intitulé La Balade d'Early Bird. Tentant d'attirer l'attention sur son livre par le biais des médias, il fait à l'époque irruption sur le plateau de plusieurs émissions télévisées. Il en retire une réputation d'original, qui lui vaut en 1989 d'être invité sur TF1 dans une émission consacrée à « ceux que la télé rend fous ».
Comprenant qu'on ne le prend pas au sérieux, il imagine des actions plus radicales. Le 19 mai 1987 il est arrêté en possession d'un revolver dans la prison Saint-Paul, à Lyon. Bien que s'accusant d'avoir voulu blesser Klaus Barbie, il n'est condamné qu'avec sursis pour le seul port d'arme, mais reçoit une injonction de soins. En septembre 1989, il parvient à s'introduire à l'Élysée : il déclare alors vouloir remettre au président, François Mitterrand, un dossier relatif à Raoul Wallenberg. Il est cette fois placé d'office en hôpital psychiatrique. Après sa sortie, il projette d'assassiner Paul Touvier, mais ne parvient pas à trouver l’adresse de ce dernier. C'est alors qu'il décide de s'en prendre à René Bousquet.
Le 8 juin 1993, il se présente au domicile parisien de Bousquet et le tue de cinq balles,,. Il appelle toutes les rédactions de Paris aussitôt après le meurtre, pour une conférence de presse, se signalant ainsi aux forces de l'ordre.
Il est condamné par la cour d'assises de Paris le 13 novembre 1995 à dix ans de réclusion criminelle, et libéré le 24 février 2000 du centre de détention de Toul. Le conseil municipal de sa ville natale adopte d'ailleurs une requête demandant l'indulgence de la cour d'assises de Paris à son égard. Christian Didier aurait voulu venger les victimes des meurtriers nazis, tuées dans sa ville. Christian Didier était notamment défendu par Arnaud Montebourg, avocat commis d'office. Celui-ci parle alors de « crime civique ».
Après sa libération, il fait part de son regret d'avoir tué Bousquet et d'avoir ainsi empêché le procès de celui-ci.
Dans son roman HHhH (2010), Laurent Binet fait allusion à Christian Didier en le qualifiant de « spectaculaire abruti » qui a privé la France du « procès du siècle ».
En 2013, Christian Didier porte plainte pour diffamation contre Alain Minc, qui l'avait qualifié de « fou ». Minc est finalement relaxé.
En 2014, il se livre dans une autobiographie intitulée Fugaces traits de plume… en roue libre !
Le 14 mai 2015, à l'âge de 71 ans, il meurt à son domicile de Saint-Dié-des-Vosges, des suites d'un cancer des poumons. Ses obsèques ont lieu le 19 mai 2015 à l'église Notre-Dame de Galilée de Saint-Dié-des-Vosges.

## Publications
- La Ballade d'Early Bird, Saint-Dié, C. Didier, 1985, 273 p. (BNF 34777593).
- Les Contes de l'eau qui dort (préf. Maxime Benoît-Jeannin), Paris, Caractères (no 434), 1991, 70 p. (BNF 35459453).
- Fugaces traits de plume en roue libre !, Saint-Dié, C. Didier, 2014, 49 p. (BNF 43860960).

### Presse
- Cathy Capvert, « Christian Didier comparaît aux assises de Paris », L'Humanité, 6 novembre 1995 (version du 2 février 2018 sur Internet Archive).

### Télévision
- Éric Lemasson, « Procès de Christian Didier », extrait du journal de 20 h du 1er février 1995 sur France 2 (durée 1 minute et 42 secondes), sur ina.fr, Institut national de l'audiovisuel.
- Série Accusé, levez-vous ! : Christian Didier : un crime inutile[13], Marc Maouad[14] & Roland Sicsic, Maydia Production 2012.

### Radio
- « Christian Didier, l'assassin de René Bousquet, parle », dans L'Heure du crime de Jacques Pradel sur RTL, 21 février 2014.
- « Moi, Christian Didier, j'ai tué René Bousquet ! », dans Affaires sensibles de Fabrice Drouelle sur France Inter, 20 février 2024.